# La Montagne (Loire-Atlantique)
La Montagne település Franciaországban, Loire-Atlantique megyében. Lakosainak száma 6523 fő (2022. január 1.). La Montagne Bouguenais, Brains, Indre és Saint-Jean-de-Boiseau községekkel határos.

## Népesség
A település népességének változása:
| Lakosok száma | 5025 | 5419 | 5555 | 6021 | 5988 | 6135 | 6231 | 6290 | 6372 | 6523 |
|               | 1968 | 1982 | 1990 | 2006 | 2013 | 2015 | 2017 | 2019 | 2020 | 2022 |